# Villalar de los Comuneros (kommunhuvudort)
Villalar de los Comuneros är en kommunhuvudort i Spanien.   Den ligger i provinsen Provincia de Valladolid och regionen Kastilien och Leon, i den centrala delen av landet, 170 km nordväst om huvudstaden Madrid. Villalar de los Comuneros ligger 712 meter över havet och antalet invånare är 436.
Terrängen runt Villalar de los Comuneros är platt. Runt Villalar de los Comuneros är det glesbefolkat, med 16 invånare per kvadratkilometer. Närmaste större samhälle är Tordesillas, 12,5 km öster om Villalar de los Comuneros. Trakten runt Villalar de los Comuneros består till största delen av jordbruksmark.